# Fardon (cheval)
Pour les articles homonymes, voir Fardon.
Fardon (né le 21 avril 2001) est un cheval hongre de robe grise, fils de Corland, issu du stud-book du Cheval de sport espagnol, et monté en saut d'obstacles par la cavalière finlandaise Anna-Julia Kontio. Elle vit alors en couple avec le cavalier international Martin Fuchs, qui monte lui aussi Fardon occasionnellement.  
Anna-Julia Kontio participe aux Jeux équestres mondiaux de 2014, à Caen, avec ce cheval. Après la séparation du couple, Fardon est vendu à la jeune cavalière française Alexandra Amar, qui participe avec lui aux championnats d'Europe de saut d'obstacles de 2017 à Santorin.  
En 2018, Anna-Julia Kontio retrouve Fardon en Espagne, et le récupère chez elle en Finlande. 

## Histoire

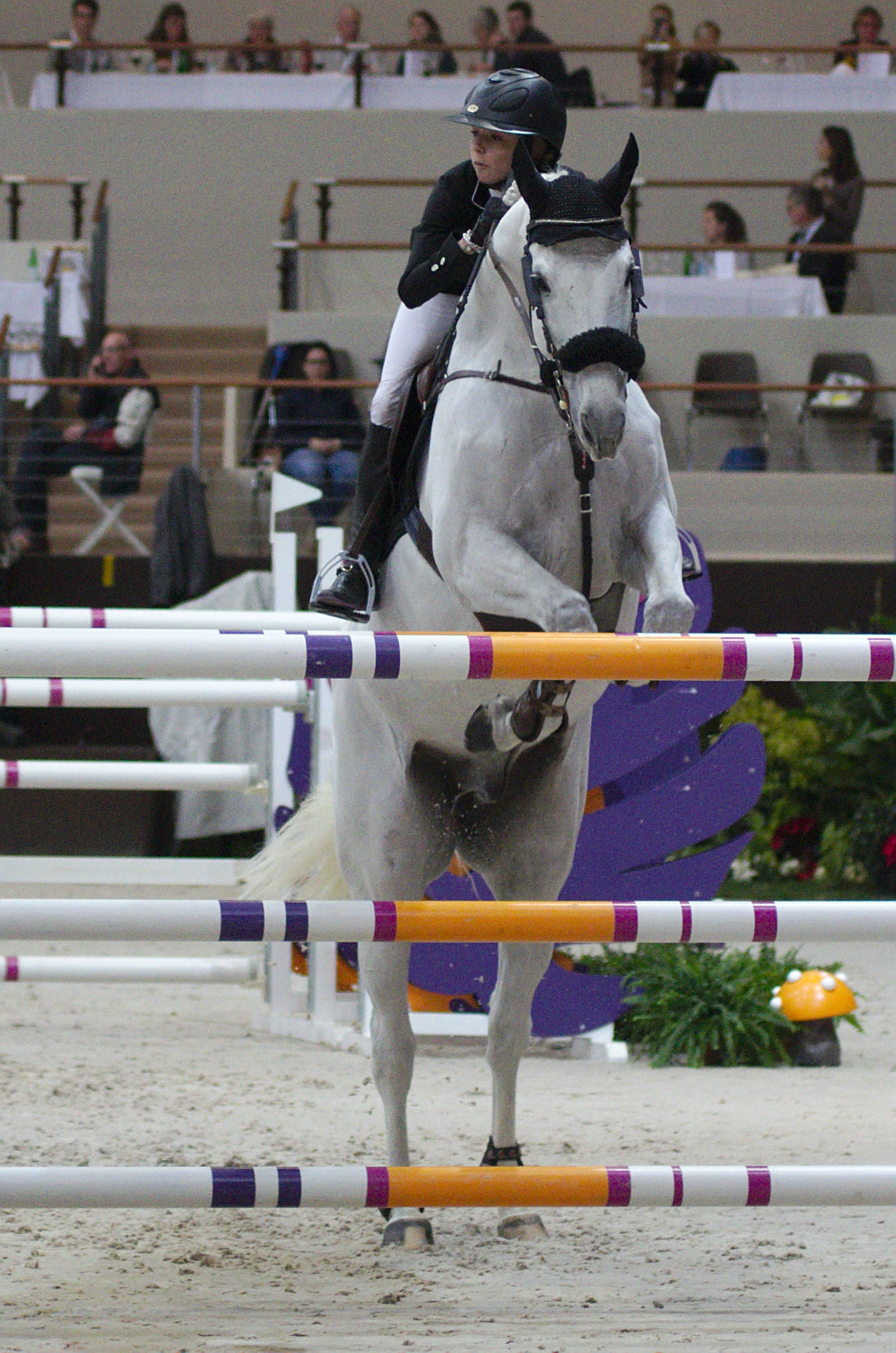
Fardon monté par Anna-Julia Kontio au concours hippique international de Genève en 2014.

Fardon naît le 21 avril 2001 à la Yeguada Campocerrado en Espagne. Il est vendu en Suisse à l'âge de 8 ans, étant découvert par Niklaus Schurtenberger et Beat Mändli à la fin de l'année 2008.
Il évolue avec la cavalière finlandaise Anna-Julia Kontio, alors en couple avec le cavalier international Martin Fuchs, à partir du début de l'année 2013, et lui permet d'accéder au plus haut niveau de compétition. C'est Martin Fuchs qui a poussé Anna-Julia Kontio à monter Fardon. Le couple remporte notamment l'étape Coupe des nations de Linz.
Fin 2016, Anna-Julia Kontio quitte la Suisse, annonce la fin de sa carrière sportive, et vend ses chevaux : Fardon est vendu en France, au haras du Val Henry, où il est temporairement monté par Alexandra Amar,. Il retourne ensuite en Espagne. 
En avril 2018, Anna-Julia Kontio retrouve Fardon en Espagne, et le rapatrie chez elle en Finlande après que son propriétaire lui en ai fait don : ces retrouvailles sont décrites comme un « conte de fées ». Le cheval est alors âgé pour un compétiteur de haut niveau, soit 17 ans. Anna-Julia Kontio participe avec lui à un concours à Rouen en novembre 2018, puis à Kronenberg en janvier 2019.

## Description
Fardon est un hongre de robe grise, inscrit au stud-book du Cheval de sport espagnol. Anna-Julia Kontio le décrit comme un cheval calme et sensible.

## Palmarès
Il est 427e du classement mondial des chevaux d'obstacle établi par la WBFSH en octobre 2013, puis 476e en octobre 2014, et 361e en octobre 2015.
- Septembre 2016 : 3e de l'épreuve à 1,55 m du CSI5* de Lausanne

## Origines
Fardon est un fils de l'étalon Holsteiner Corland, et de la jument Cañada, par le KWPN Mezcalero.